# Jacques Pilon
Jacques Emile Paul Pilon (Le Havre, 20 de fevereiro de 1905 — São Paulo, 11 de junho de 1962) foi um arquiteto francês radicado no Brasil. Teve importante atuação no estado de São Paulo entre as décadas de 1930 e 1960.

## Biografia
Aos cinco anos, Pilon emigrou com sua família para o Rio de Janeiro, local onde seu pai trabalharia em atividades portuárias. Voltou para a França para estudar e, após graduar-se pela École Nationale de Beaux Arts em 1932, retornou ao Brasil, onde viveria até o fim de sua vida.

## Carreira
Jacques Pilon, contemporâneo de nomes como Gregori Warchavchik e Rino Levi, foi um dos responsáveis pela propagação dos princípios do modernismo na arquitetura brasileira. Sua obra, no entanto, foi influenciada no início pelo ecletismo e pela art déco.
Pilon foi sócio do engenheiro Francisco Matarazzo Netto, que conhecera em 1933 em uma visita à obra do edifício Sulacap, projeto do escritório de Robert Prentice, onde Pilon trabalhava na ocasião. Em 1934, nascia a Pilmat Pilon-Matarazzo Ltda, que foi responsável pelos projetos e construção de diversos edifícios em São Paulo, até 1939, quando a sociedade foi dissolvida.
Junto com Matarazzo Neto, Pilon participou, em 1934, do concurso do projeto do viaduto do Chá, ficando em terceiro lugar e, em 1939, venceram o concurso do projeto do Viaduto General Olímpio da Silveira. Com o arquiteto Rubens Borba, projetou a atual Biblioteca Mário de Andrade.

## Arquitetura moderna
Apesar de sua proximidade com os padrões clássicos e acadêmicos de outrora, que seguiam os estilos eclético e art-déco, Pilon introduz a modernidade em suas obras,  removendo adornos e adotando formas mais geométricas em suas fachadas, influenciado pelos ares modernos que despontavam no Brasil e já expressos no projeto do MEC, cuja construção teve início em 1935. O Condomínio Edifício Paissandu, inaugurado em 1938, é um dos exemplares desta transição, onde a geometria e a quase ausência de ornamentos de fachada aponta para o modernismo. Esses traços modernistas foram incentivados pela crescente e acelerada urbanização da cidade de São Paulo, especialmente na região central, e ainda pela economia construtiva de fachadas menos ornamentadas.
Em 1935, pela Pilmat Pilon-Matarazzo, Pilon projeta e constrói o Edifício Santo André, o segundo a ser construído em Higienópolis, encomendado pelo pai de seu sócio, o conde Andrea Matarazzo filho do industrial Francisco Matarazzo. Localizado na esquina das ruas Piauí com Avenida Angélica, com vista para o Parque Buenos Aires,com painel,no hall de entrada, em alto relevo, do artista John Graz, foi considerado o edifício elegante da ocasião, onde residiu a artista modernista Tarsila do Amaral. O Santo André foi ainda o primeiro edifício a usar estacas tipo Franki em sua fundação. 
No ano de 1944 projeta o Edifício São Luiz, na Praça da República, em São Paulo, no estilo neoclássico francês, com abrigo antiaéreo, utilizado posteriormente como garagem por seus moradores.
A partir de 1945, com a influência de novos colaboradores, a obra de Pilon foi gradualmente incorporando cada vez mais os componentes característicos da arquitetura moderna. Deste período destacam-se o edifício da embaixada francesa, de 1951; o Edifício Paulicéia, projetado juntamente com Gian Carlo Gasperini; e o Liceu Pasteur.
Um dos últimos projetos desenvolvidos por Pilon e Gasperini foi o complexo industrial da Mecânica Pesada em Taubaté, um projeto urbanístico e arquitetônico composto de instalações industriais e vila de operários.

## Principais projetos
São Paulo
- 1935, Edifício Santo André, São Paulo
- 1938, Edifício Paissandu, São Paulo
- 1939, Edifício Jaraguá, São Paulo
- 1939, Edifício Anhumas, São Paulo
- 1940-1943, Edifício Ernesto Ramos, São Paulo
- 1940, Edifício Canadá, São Paulo
- 1942, Biblioteca Mário de Andrade, São Paulo
- 1944-1954, Edifício Acadia, São Paulo
- 1944, Edifício Guilherme Guinle, Diários Associados, São Paulo
- 1941-1944, Edifício Irradiação, São Paulo
- 1944, Edifício São Luiz, São Paulo
- 1948, Edifício Santa Cruz, São Paulo[3]
- 1956, Edifício Pauliceia e São Carlos do Pinhal, São Paulo

Rio de Janeiro
- 1950, Maison de France, Rio de Janeiro
- 1956, Edifício Chopin, Rio de Janeiro
- Edifício Prelúdio, Rio de Janeiro
- Edifício Balada, Rio de Janeiro
- Edifício Barcarola, Rio de Janeiro